# Akira Yaegashi
Akira Yaegashi (jap. 八重樫 東, Yaegashi Akira; * 25. Februar 1983 in Kitakami, Japan) ist ein japanischer Boxer im Fliegen- und Strohgewicht.

## Profikarriere
Am 24. Oktober 2011 boxte er im Strohgewicht gegen Pornsawan Porpramook um die WBA-Weltmeisterschaft und gewann durch technischen K. o. in Runde 10. Diesen Gürtel verlor er allerdings bereits im Juni des darauffolgenden Jahres in der Titelvereinigung gegen den WBC-Champion Kazuto Ioka nach Punkten.
Am 8. April 2013 wurde er im Fliegengewicht WBC-Weltmeister, als er Toshiyuki Igarashi nach Punkten schlug. Den Gürtel verteidigte er insgesamt dreimal und verlor ihn im September 2014 an Roman Gonzalez durch technischen K. o. in der 9. Runde.